# Пьеса
Пье́са (от фр. Pièce — произведение, отрывок, часть) — видовое название произведений драматургии, предназначенных для исполнения со сцены, а также для теле- и радиоспектаклей.
Структура пьесы включает в себя текст действующих лиц — диалоги и монологи, — и функциональные авторские ремарки: примечания, содержащие обозначение места действия, иногда — особенностей интерьера, внешности персонажей, их манеры поведения и т. д. Как правило, пьеса предваряется списком действующих лиц, иногда — с указанием их возраста, профессии, титулов, родственных связей и т. п.
Отдельная законченная смысловая часть или отрывок пьесы называется актом или действием, которое может включать в себя более мелкие составляющие — явления, эпизоды, картины.
Само понятие пьесы — чисто формально, оно не включает в себя никакого эмоционального или стилистического смысла. Поэтому в большинстве случаев пьеса сопровождается подзаголовком, определяющим её жанр — классический, основной (комедия, трагедия, драма), или авторский, например: «Мой бедный Марат» Алексея Арбузова — «диалоги в трёх частях»; «Поживем — увидим» Джорджа Бернарда Шоу — «приятная пьеса в четырёх действиях»; «Добрый человек из Сычуани» Бертольта Брехта — «пьеса-парабола», а также драма Уильяма Шекспира «Гамлет» и другие. Жанровое обозначение пьесы не просто выполняет функцию «подсказки» режиссёру и актёрам при сценической интерпретации пьесы, но помогает войти в авторскую стилистику, образный строй драматургии. 

В XIX веке термин «пьеса» применялся также к лирическим стихотворениям. Драмы стали называть пьесами лишь в XX веке.
Но "Треплев. Она... против моей пьесы, потому что не она играет, а Заречная. Она не знает моей пьесы, но уже ненавидит ее". (А.П. Чехов "Чайка", 1886 г. ) 
В музыкальном искусстве термин «пьеса», как правило, употребляется в качестве видового названия небольших произведений инструментальной музыки любого жанра.